# جون شنايدر (لاعب كرة قدم أمريكية أمريكي)
جون شنايدر (بالإنجليزية: John Schneider)‏ هو لاعب كرة قدم أمريكية أمريكي، ولد في 15 فبراير 1894 في كولومبوس في الولايات المتحدة، وتوفي في 13 مايو 1957.